# Estuarij Taza
Estuarij Taza (rus. Тазовская губа) je dugačak zaljev koji je stovrila rijeka Taz. Sastoji se od otprilike 330-kilometer (210 mi) dugi estuarij koji počinje u području naselja Tazovsky i završava u Obskom zaljevu, koji je povezan s Karskim morem. Njegova prosječna širina je oko 25 km i jedan je od najvećih estuarija na svijetu.
Počinje u ušćima rijeka Taz i Pur u smjeru sjever-jug na geografskoj širini od 67° 30' N, a savija se prema zapadu na geografskoj širini od 69° N, šireći se dalje prije nego što se spoji s Obskim zaljevom.
Ruska tvrtka Gazprom ulaže u proširenje proizvodnje plina u području estuarija Taz, gdje se navodno nalaze ogromne rezerve.
Područje estuarija je rano istraženo. U 19. stoljeću estonski biolog i istraživač Alexander von Middendorff pronašao je smrznutog mamuta u blizini estuarija Taz. Tijelo mamuta prevezeno je u St. Petersburgu 1866.